# Sakartvelos erovnuli olimpiuri komiteti
Sakartvelos erovnuli olimpiuri komiteti (SEOK) (georgiska: საქართველოს ეროვნული ოლიმპიური კომიტეტი) är Georgiens nationella olympiska kommitté. Kommittén är en paraplyorganisation för 12 regionala underavdelningar, däribland den georgiska olympiska akademien, georgiska olympierassociationen och det olympiska museet. 
SEOK grundades den 6 oktober 1989 och fick ett fullt erkännande från den internationella olympiska kommittén den 23 september 1993. 

## SEOK:s presidenter
- Nona Gaprindasjvili, 1989–1996
- Dzjansugh Bagrationi, 1996–2004
- Badri Patarkatsisjvili, 2004–2007
- Giorgi Topadze (tillförordnad), 2007–2008
- Gia Natsvlisjvili, 2008–